# Dhulagari
Dhulagari är en ort i Indien.   Den ligger i distriktet Haora och delstaten Västbengalen, i den östra delen av landet, 1 300 km sydost om huvudstaden New Delhi. Dhulagari ligger 14 meter över havet och antalet invånare är 21 080.
Terrängen runt Dhulagari är mycket platt. Runt Dhulagari är det mycket tätbefolkat, med 8 045 invånare per kvadratkilometer. Närmaste större samhälle är Calcutta, 19,8 km öster om Dhulagari. Trakten runt Dhulagari består till största delen av jordbruksmark.